# Hans von Quitzow (General)
Hans Friedrich Christian Wilhelm Heinrich von Quitzow (* 11. Juli 1805 in Riesenburg im Landkreis Rosenberg; † 22. Januar 1878 in Parchim) war ein preußischer Generalmajor.

## Leben

### Herkunft
Hans war ein Sohn des preußischen Oberstleutnants a. D. Wilhelm von Quitzow (1770–1837) und dessen Ehefrau Helene, geborene von Kronemann (1776–1836). Sein Vater war Ritter des Johanniterordens sowie Erbherr auf Gerdshagen und Severin.

### Werdegang
Quitzow besuchte das Berliner Kadettenhaus und wurde am 8. April 1824 als Sekondeleutnant dem 39. Infanterie-Regiment (7. Reserve-Regiment) der Preußischen Armee in Luxemburg überwiesen. Bereits am 17. April 1824 erfolgte seine Versetzung nach Torgau in das 20. Infanterie-Regiment. Zu Ausbildungszwecken war Quitzow ab Mitte April 1830 für sechs Monate zum Lehr-Infanterie-Bataillon kommandiert und diente von 1833 bis 1844 als Adjutant des I. Bataillons. Bis Mitte Mai 1847 avancierte er zum Hauptmann und Kompaniechef. Er stieg am 7. September 1852 zum Major auf und wurde am 9. Mai 1854 Kommandeur des III. Bataillons im 8. Landwehr-Regiment in Landsberg. In dieser Stellung avancierte Quitzow am 9. April 1857 zum Oberstleutnant und wurde am 6. März 1858 in das 20. Infanterie-Regiment zurückversetzt. Unter Beförderung zum Oberst erfolgte am 31. Mai 1859 seine Ernennung zum Kommandeur des 12. Infanterie-Regiments in Frankfurt (Oder). Quitzow erhielt am 3. Juni 1860 den Roten Adlerorden III. Klasse mit Schwertern am Ringe und nahm am 11. November 1862 unter Verleihung des Charakters als Generalmajor seinen Abschied mit Pension. Er starb am 22. Januar 1878 in Parchim.

### Familie
Er heiratete am 30. Januar 1844 in Torgau Laura Dietz (1816–1869). Aus der Ehe gingen die Töchter Hedwig (1848–1903), Elisabeth (* 1849) und Anna (* 1855-nach 1917) hervor.